# Геник, Кирилл Иванович
Кири́лл Ива́нович Геник (укр. Кирило Іванович Геник; 1857, село Нижний Березов, Косовский район, Ивано-Франковская область — 12 февраля 1925, Виннипег, Канада) — украинско-канадский общественный и культурный деятель, журналист. Включен в канадский «Список персон, значимых для национальной истории».

## Биография
Родился в 1857 в селе Нижний Березов в Галиции в семье Ивана Геника, сельского старосты, и Анны Перцович. Начальное образование получил в городе Коломые, затем уехал в Станислав (ныне Ивано-Франковск), где получил педагогическое образование. Получил степень бакалавра во Львове и был назначен учителем в 1879 году недалеко от г.Надворная. В 1882 году Геник вернулся в своё родное село и открыл там школу. В 1880-х годах Геник основал мукомольное предприятие и производственный кооператив, которые назвал «Карпатская лавка». В 1890 избран в городской совет города Коломыя.
Спустя некоторое время Геник познакомился с Осипом Олесковым, который поощрял эмиграцию украинцев в Канаду. Олесков попросил Геника сопроводить группу из 64 украинцев в Канаду и оказать им содействие в обустройстве на месте. Геник с женой и четырьмя детьми присоединился к группе переселенцев и 22 июня 1896 года прибыл с ними в Квебек. Изначально Геник с группой украинцев поехал в Виннипег, а оттуда они отправились в глубь провинции Манитоба и основали поселение
Стюартбёрн, которое сегодня считается первой украинской общиной в Западной Канаде. В августе Геник подал заявление на получение земельного надела (гомстеда) в Стюартбёрне, но быстро передумал и переехал в Виннипег. В том же месяце Олесков рекомендовал Геника на должность иммиграционного агента в Министерство внутренних дел Канады, и в сентябре Геник стал внештатным сотрудником министерства, выполнявшим устные и письменные переводы. По долгу службы Геник также встречал новых украинских переселенцев в Квебеке, которых убеждал использовать английский язык, отказаться от своих обычаев и при необходимости выступал в качестве консультанта. По мере роста иммиграции украинцев в Канаду служебная нагрузка Геника увеличилась настолько, что в 1898 году он был принят на работу в Правительство Канады на полную ставку, став, таким образом, первым украинцем — канадским госслужащим на постоянной основе.
В 1899 году Геник в своем доме учредил читальный зал им.  Тараса Шевченко, а в 1903 году основал первую в Канаде газету на украинском языке «Канадский фермер». Геник не был религиозным человеком, однако был убеждён, что христианство должно существовать независимо от греко-православных и русско-православных норм, и в 1903—1904 в сотрудничестве с пресвитерианскими пасторами он основал «Независимую Православную Церковь». В 1911 году, после того, как Либеральная партия Канады проиграла выборы, Геник потерял работу. Некоторое время он жил в Соединенных Штатах Америки, но позднее вернулся в Виннипег, где умер 12 февраля 1925.
На момент своей смерти Геник был настолько популярен, что в украинской общине Канады он был известен, как «Царь Канады».

## библиография
- Dictionary of Ukrainian Canadian biography, pioneer settlers of Manitoba, 1891—1900, V. J. Kaye, editor and compiler (Toronto, 1975).
- Oleksander Dombrovsky, Outline of the history of the Ukrainian Evangelical-Reformed movement (New York et Toronto, 1979) [text in Ukrainian].
- A heritage in transition : essays in the history of Ukrainians in Canada, M. R. Lupul, editor (Toronto, 1982).
- J.-P. Himka, Galician villagers and the Ukrainian national movement in the nineteenth century (New York, 1988).
- V. J. Kaye, Early Ukrainian settlements in Canada, 1895—1900 Dr. Josef Oleskow’s role in the settlement of the Canadian northwest (Toronto, 1964).
- O.T. Martynowych, The Seraphimite, Independent Greek, Presbyterian and United Churches, umanitoba.ca/…canadian…/05_The_Seraphimite_Independent_Greek_Presbyterian_and_United_Churches.pdf -
- O.T. Martynowych, The Taras Shevchenko Reading Club/Educational Society for …umanitoba.ca/faculties/…/04_The_Taras_Shevchenko_Reading_Club.pdf -
- O. T. Martynowych, Ukrainians in Canada : the formative period, 1891—1924 (Edmonton, 1991).
- M. H. Marunchak, Studies in the history of Ukrainians in Canada (5 vol. published, Winnipeg, 1964-) [text in Ukrainian].
- O. I. Sych, From the " new land " letters of Ukrainian emigrants from Canada (Edmonton, 1991) [text in ukrainian].